# Bremgarten bei Bern
Bremgarten bei Bern (toponimo tedesco; fino al 1870 Bremgarten-Herrschaft) è un comune svizzero di 4 386 abitanti del Canton Berna, nella regione di Berna-Altipiano svizzero (circondario di Berna-Altipiano svizzero); ha lo status di città.

## Monumenti e luoghi d'interesse

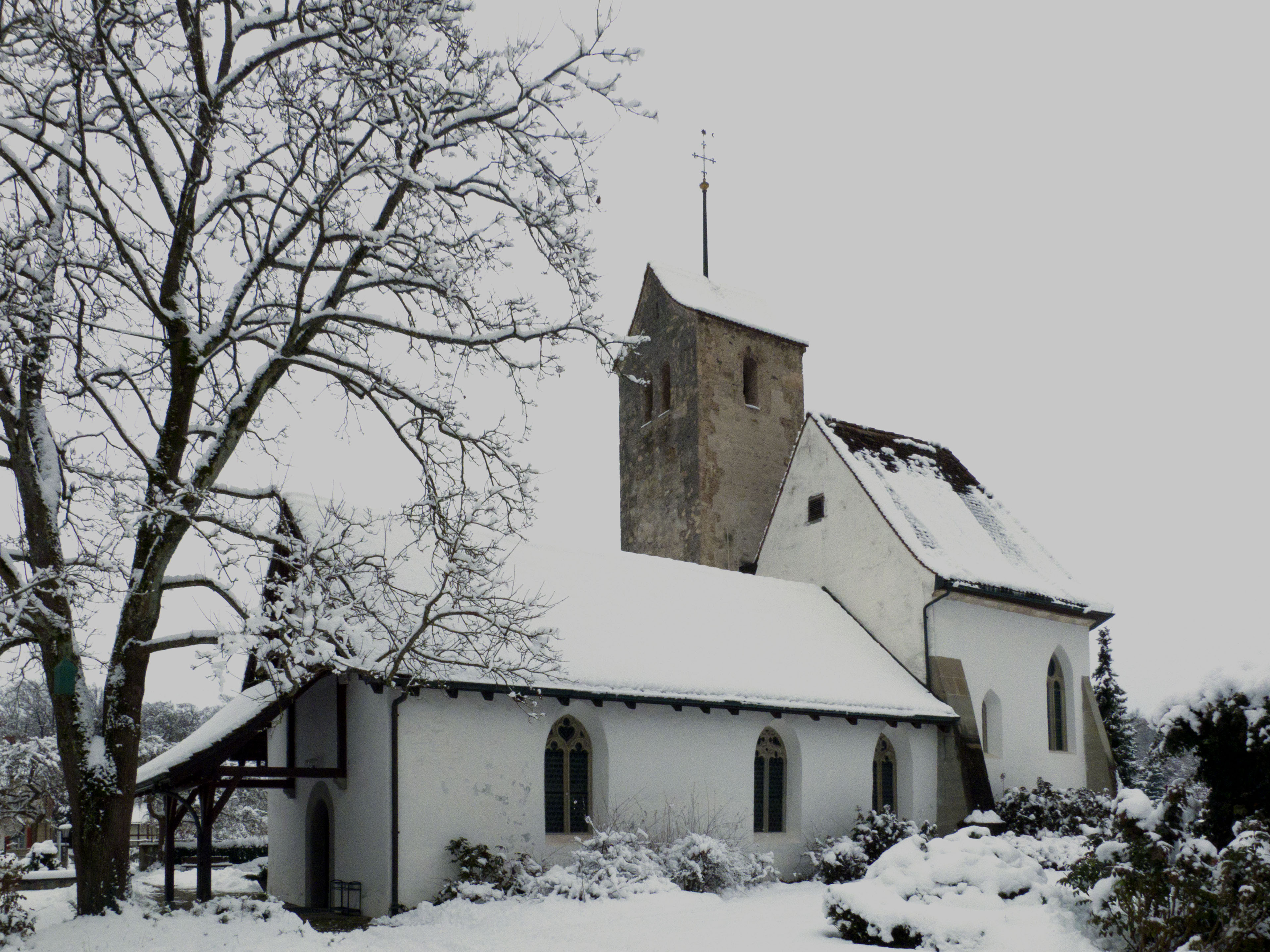
La chiesa riformata

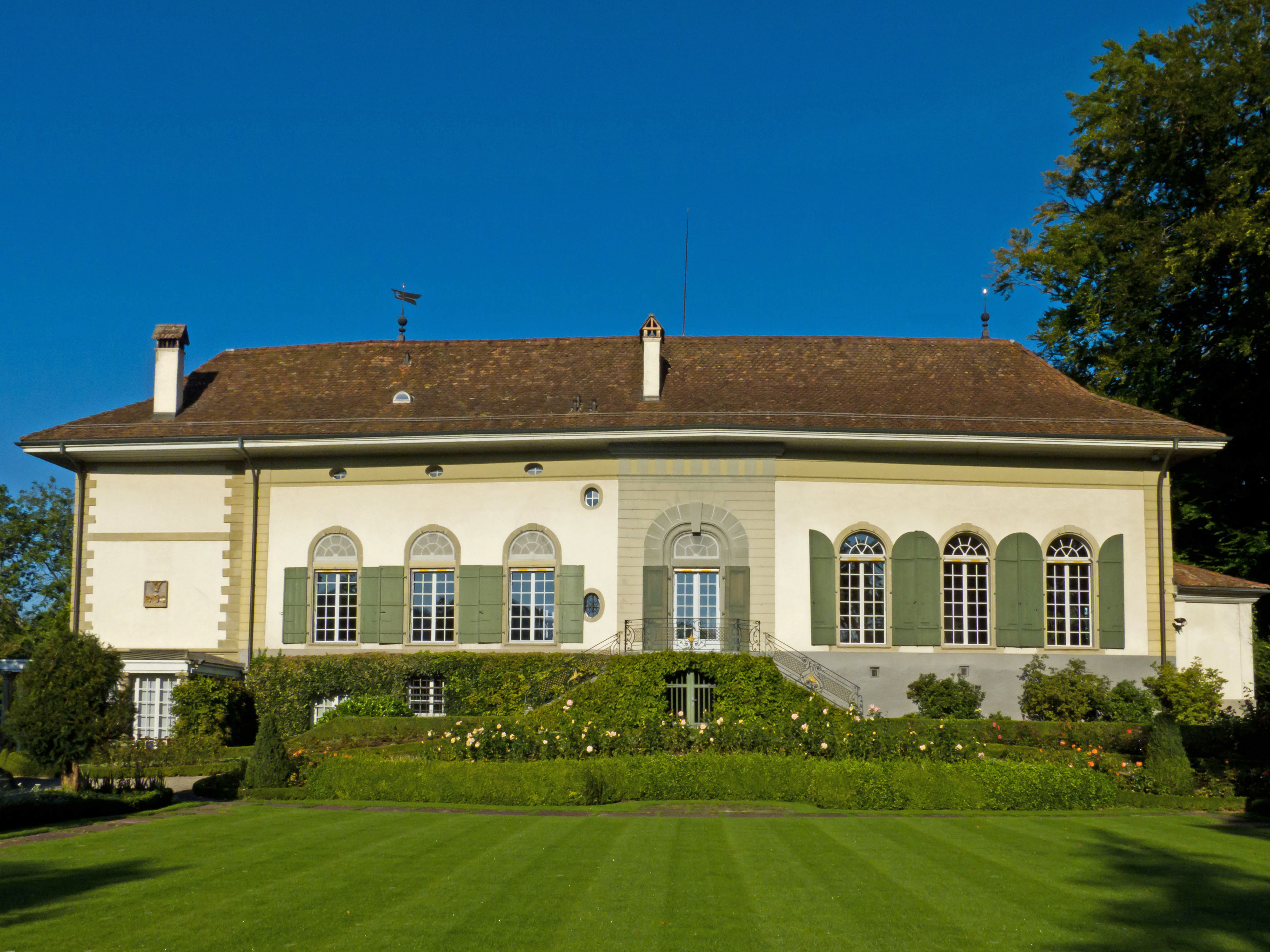
Il castello di Bremgarten

- Chiesa riformata (già di San Michele), eretta nel X-XI secolo e ricostruita nel 1306[1];
- Castello di Bremgarten, ricostruito nel 1743-1747[1].

## Società

### Evoluzione demografica
L'evoluzione demografica è riportata nella seguente tabella:
Abitanti censiti

## Geografia antropica

### Quartieri
- Äschenbrunnmatt
- Bündacker
- Kalchacker
- Seftau-Ländli
- Stuckishaus-Neubrügg

## Amministrazione
Ogni famiglia originaria del luogo fa parte del cosiddetto comune patriziale e ha la responsabilità della manutenzione di ogni bene ricadente all'interno dei confini del comune.

## Sport
A Bremgarten bei Bern sorgeva il circuito di Bremgarten, che ha ospitato varie edizioni del Gran Premio di Svizzera di Formula 1 e del Gran Premio di Svizzera del Motomondiale negli anni 1940-1950.